# Natale Talamini
Natale Talamini (Pescul, 25 dicembre 1808 – Pescul, 6 aprile 1876) è stato un presbitero, letterato e patriota italiano.

## Biografia

### Origini e formazione

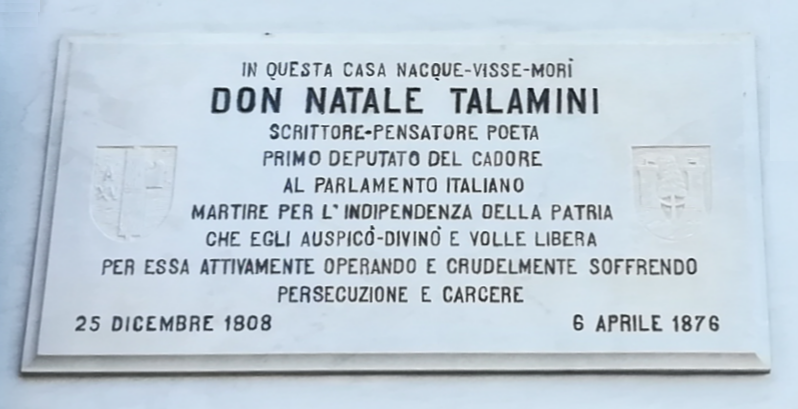
Targa affissa sulla casa natale a Pescul.

Nacque in un villaggio del Cadore da Bernardo e Bortola Pampanini. Dei suoi nove fratelli, si citano Antonio, scultore, e l'omonimo Natale (detto Natalino), anch'egli sacerdote.
Ricevette la prima istruzione dal padre, che lo introdusse alla lettura della Bibbia, e dal maestro del paese, Andrea Bonifacio Protti. Apprese il latino dal parroco Bartolomeo Belfi, che fu anche suo padrino di cresima.
Nel 1824 il padre lo iscrisse al ginnasio episcopale di Udine (allora il Cadore faceva parte di quell'arcidiocesi) dove studiò umanità, retorica e filosofia. Passato in seminario, dove studiò teologia, cominciò a cimentarsi nella poesia in italiano e latino.

### Insegnante a Udine
Le sue notevoli doti furono notate dall'arcivescovo Emmanuele Lodi che decise di assegnargli l'insegnamento del latino al ginnasio già prima di concludere il seminario. 
Ordinato sacerdote, celebrò la sua prima messa nel paese natale, ma per il resto trascorse questi anni a Udine. In seguito fu inviato a Latisana dove apprese le lingue orientali dall'abate Bianchetti per poterle insegnare a sua volta nel 1833-34. A causa di cattivi rapporti con il Bianchetti, che riteneva forse il suo atteggiamento troppo arrogante, abbandonò l'insegnamento e si stabilì a Venezia, dove già viveva il fratello Antonio in quanto studente all'Accademia. Più tardi fu raggiunto da un altro fratello, Bartolommeo (detto Bortolo).

### A Venezia
In Laguna fu impiegato inizialmente come insegnante privato dei figli di Giovanni Correr (podestà tra il 1838 e 1857), poi fu al ginnasio San Provolo dove ebbe come allievo anche il futuro patriota Bernardo Canal. Fu insegnante di ruolo dal 1838 al 1849.
Visse prima a Santa Maria del Giglio, quindi in campo San Luca. Nel 1847 si trasferì in calle del Rimedio a San Zaccaria, dove convisse con Pacifico Valussi e Nicolò Tommaseo. Quando quest'ultimo e Daniele Manin, di cui fu pure amico, vennero arrestati, chiese di poterli visitare; le autorità gli negarono il permesso e, di fronte alle sue proteste, fu lui stesso incarcerato per alcuni giorni.
Specialmente dopo la morte del padre (3 agosto 1847) cominciò ad esternare le proprie tendenze patriottiche e antiaustriache, affidando i propri ideali ad alcuni versi stampati su fogli volanti. Si trattava di componimenti dai toni aspri, in cui si scagliava contro l'oppressore dell'Italia e incitava alla lotta armata, denunciando inoltre gli italiani traditori; si citano il sonetto A Pio IX, in cui lamentava le sorti dell'Italia manifestando la propria fiducia verso il pontefice, e quello ricco di sdegno indirizzato a Klemens von Metternich.
Durante i moti del 1848 fu tra gli organizzatori della lega cadorina, posta sotto la guida di Pietro Fortunato Calvi. L'anno successivo, dopo l'istituzione della Repubblica di San Marco, fu eletto rappresentante dell'assemblea veneta.
Caduta la Repubblica, riparò con il fratello Bortolo a Pescul, ma fu rintracciato dalla polizia austriaca e arrestato nell'agosto 1851. Inizialmente fu rinchiuso per sei mesi nel carcere di San Severo a Venezia, quindi fu trasferito nella fortezza di Legnago fino al maggio 1853, per poi passare a Palmanova fino al febbraio 1854.
Nel corso della prigionia scrisse altri componimenti antiaustriaci, ma nel sonetto Il pugnale del 1853 condannò il fallito attentato Francesco Giuseppe I da parte di János Libényi, convinto che il regicidio contribuisse solo ad alimentare odio.

### Ritorno in Cadore
Nel 1853, mentre era in carcere, morirono i fratelli Santo e Antonio, sicché, una volta liberato, si trasferì a Borca di Cadore per seguire l'istruzione dei figli di Santo. Rimase nella sua terra fino al 1866, dividendosi tra l'attività di sacerdote e l'assistenza alla madre malata, spirata nel 1861.
Nel 1858 compose la canzone L'educazione nel Regno Lombardo-Veneto, ispirata dal lascito di Daniele Cernazai a Camillo Cavour da destinare all'istruzione dei giovani veneti e lombardi. Successivamente scrisse la canzone Napoleone III e l'Italia, in cui guardava con preoccupazione al debito che avevano assunto gli italiani verso la Francia ed esortava il sovrano a seguire ideali di libertà e amore per le genti senza farsi trascinare dai propri fini personali.
Dagli anni 1850, inoltre, cominciò a comporre liriche in occasione dei matrimoni: esordì con l'anacreontica per le nozze Coletti-Vallenzasca, cui seguirono quelle per le nozze Vialetto-Bonaguro, Cicogna-Cellini. Scrisse anche degli epicedi, come In morte di Virginia Gaza-Gei del 1860. Numerose furono anche le poesie a tema religioso, inviate a parroci o scritte per la costruzione delle chiese.
Quando iniziò la terza guerra d'indipendenza (20 giugno 1866), compose un inno in decasillabi e dodecasillabi. Successivamente, quando gli austriaci si ritirarono dal Cadore, pronunciò il discorso Il brindisi, in cui paragonava i cadorini al popolo d'Israele e inneggiava a Vittorio Emanuele II.
Grazie all'impegno a favore della propria terra d'origine, fu eletto deputato (il primo nella storia italiana di origine cadorina) durante le consultazioni del 22 dicembre 1866.
Nel 1868 pubblicò le Parole dette il 15 agosto sulla piazza di Pieve all'arrivo del feretro dei caduti a Termine nel 1848 e per l'anniversario della battaglia dei Treponti, in cui veniva commemorato Calvi e ricordata la battaglia di Treponti del 1866, associando i pochi cadorini che avevano resistito agli austriaci ai trecento spartani delle Termopili.
Nel 1867 e nel 1871 rispettivamente pubblicò gli opuscoli Il consorzio cadorino e Le lavoranzie boschive nel circondario d'Auronzo, con cui sottolineava l'importanza dei boschi per l'economia del Cadore, caldeggiando l'istituzione di un consorzio che tutelasse l'amministrazione e l'usufrutto degli appezzamenti; a questi seguì una Risposta ad alcune osservazioni fatte attorno al secondo opuscolo. Ebbe la soddisfazione di vedere istituito il Consorzio cadorino tramite Regio Decreto dell'11 ottobre 1875.
Nel 1875 compose il canto Il materialismo con cui si scagliava contro la scienza medica, accusata di inaridire il cuore e offuscare la mente. Nello stesso anno iniziò una canzone dedicata a Tiziano Vecellio (rimasta incompiuta). In seguito dedicò al conte Pietro Manfrin di Castione alcune strofe che celebravano le compagnie alpine.

### Morte
Il 9 febbraio 1876 decise di tornare nel paese natale. Incurante delle proibitive condizioni invernali e nonostante suo fratello Giuseppe fosse morto durante un viaggio simile, partì ugualmente da Borca, raggiunse forcella Forada e arrivò dopo molte ore in val Fiorentina; giunto a Pescul, non si fermò a riposare, ma proseguì ancora per visitare le scuole. Benché fosse un buon camminatore, l'impresa fu deleteria per la sua salute: le gambe svilupparono gangrena e gli vennero amputate tre dita del piede, finché, il 15 febbraio, fu costretto ad allettarsi. Il 6 aprile 1876, ancora infermo, gli fu portato il viatico e morì di lì a poche ore.
Lasciò incompiuti la canzone Il mare e un dittico che doveva comprendere anche una poesia sulle Alpi. Per trenta giorni fu celebrato dai paesi di Borca e Pieve di Cadore e sulla sua lapide fu inciso un epitaffio di monsignor Giovanni De Donà. Le sue liriche furono raccolte da alcuni amici, pubblicandoli nell'antologia Poesie di Natale Talamini scelte, ordinate, commentate da Antonio Ronzon, precedute da un discorso intorno alla vita e all'opera dell'autore (Milano, 1897).